# SSHFS
SSHFS neboli SSH File System slouží k připojení vzdáleného souborového systému do lokálního adresářového stromu prostřednictvím šifrovaného spojení SSH. Na serveru není nutné kromě SSH nic dalšího konfigurovat. Na klientovi je třeba nainstalovat balíček sshfs.
Připojení souborového systému využívá technologie FUSE, vzdálený adresář je možné připojit bez nutnosti použití administrátorského přístupu.

## Použití
Připojení:
$ sshfs user@server:/path/to/directory mountpoint
Odpojení:
$ fusermount -u mountpoint